# Franz Kafka
Franz Kafka (tyska: [ˌfʁant͡s ˈkafka]
 ( lyssna)), född 3 juli 1883 i Prag i nuvarande Tjeckien, död 3 juni 1924 i Kierling i Österrike, var en tjeckisk-österrikisk författare av judisk börd, ansedd som en av 1900-talets mest inflytelserika tyskspråkiga författare. Hans huvudsakliga verk utgörs av tre romaner, eller romanfragment (Processen, Slottet och Amerika/Den försvunne), ett stort antal noveller, dagböcker samt brevväxlingen med Felice Bauer och Milena Jesenská.
Till största del publicerades Kafkas verk först efter hans död och mot hans uttalade vilja, av Max Brod, en författarkollega och nära vän. Under byggandet av den kinesiska muren, första bandet av Max Brods utgivande av Kafkas efterlämnade verk (1931), med titeln hämtad från en fragmentarisk berättelse från 1917, brändes under bokbålen runt om i Nazityskland 1933. Ur denna bok valde André Breton några år senare på 1930-talet ut texten Bron till sin grundläggande litterära antologi om svart humor, den av den franska Vichyregimen förbjudna Anthologie de l'humour noir (1940), tillsammans med utdrag ur berättelserna En korsning och Förvandlingen.
Franz Kafka är begravd på Neuer Jüdischer Friedhof i Prag.

## Biografi

### Uppväxt

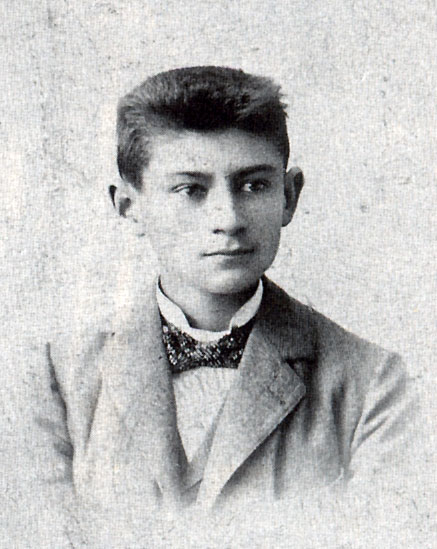
Franz Kafka under skoltiden.

Franz Kafka föddes den 3 juli 1883 i en tyskspråkig, judisk familj i Prag i Böhmen, i det dåvarande Österrike-Ungern (dagens Tjeckien). Kafkas modersmål var tyska, men han talade också flytande tjeckiska och jiddisch, samt kunde även en del franska. Han var intresserad av den franska kulturen; en av hans favoritförfattare var Gustave Flaubert och Kafka hade ett sentimentalt förhållande till Napoléon I. 
Kafkas far, Hermann Kafka (1852–1931), ägde familjens smyckebutik. Hans mor, Julie Kafka, född Löwy, (1856–1934) tillbringade lika många timmar i familjens smyckebutik som fadern, trots sex förlossningar och hushållsplikter. Kafka fick under sin ungdom en komplicerad relation till sin far som han upplevde som en despot. Fadern har betraktats som själva urbilden för den dömande och straffande makten i sonens prosa. Kafka hade två bröder, Georg och Heinrich som båda avled innan de fyllt två, och tre systrar, Elli, Valli och Ottla.
Åren 1889–1893 gick Kafka på den tyska pojkskolan i Fleischmarkt i Prag och tog studentexamen 1901.

### Student och anställning

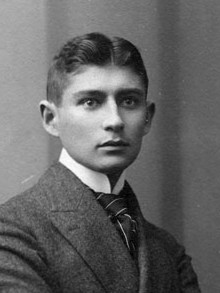
Franz Kafka omkring 1906.

År 1902 lärde Kafka känna poeten Max Brod. Kafka studerade därefter juridik och utexaminerades 1906. Mellan 1907 och 1922 var Kafka anställd vid Arbeiter-Unfall-Versicherungs-Anstalt für das Königreich Böhmen (Arbetsplatsolycksfallsförsäkringsanstalt för det böhmiska kungariket) medan han skrev på sin fritid. I sitt arbete utförde Kafka säkerhetsanalyser avseende identifierande av förebyggande åtgärder för minskning av arbetsplatsolyckor.

### Sjukdom och död

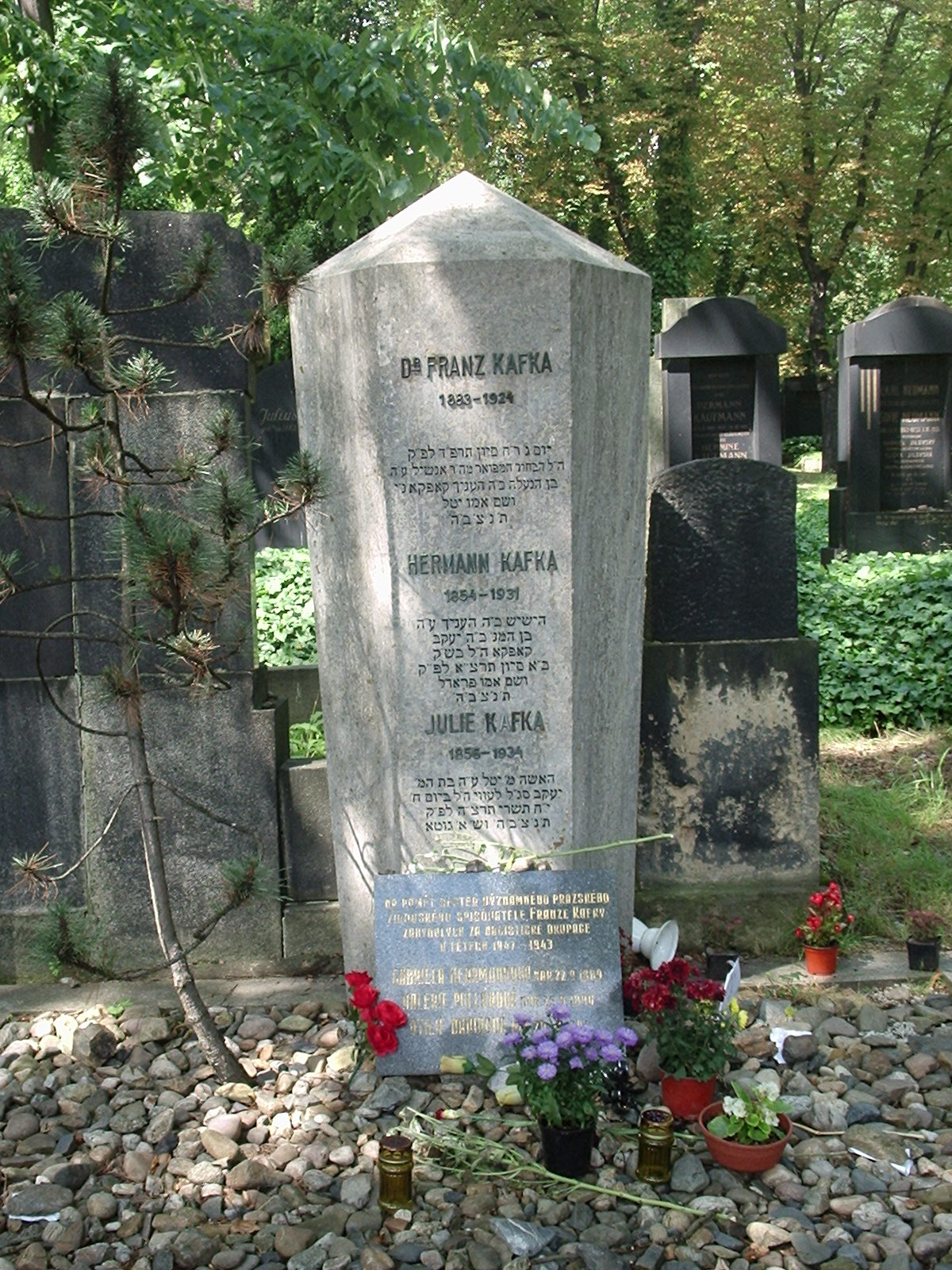
Franz Kafkas grav på nya judiska begravningsplatsen i Prag.

År 1917 insjuknade Kafka i tuberkulos och blev därefter sjukskriven och tvingades tillbringa perioder på sanatorier och han använde tiden där till att skriva, vilket var hans stora passion. Under dessa perioder fick han ekonomiskt stöd av sin familj, i första hand sin syster Ottla som stod honom mycket nära. Kafka avled av sjukdomen 1924 i Kierling. Han ligger begraven på Neuer Jüdischer Friedhof i Prag. 

## Författarskap

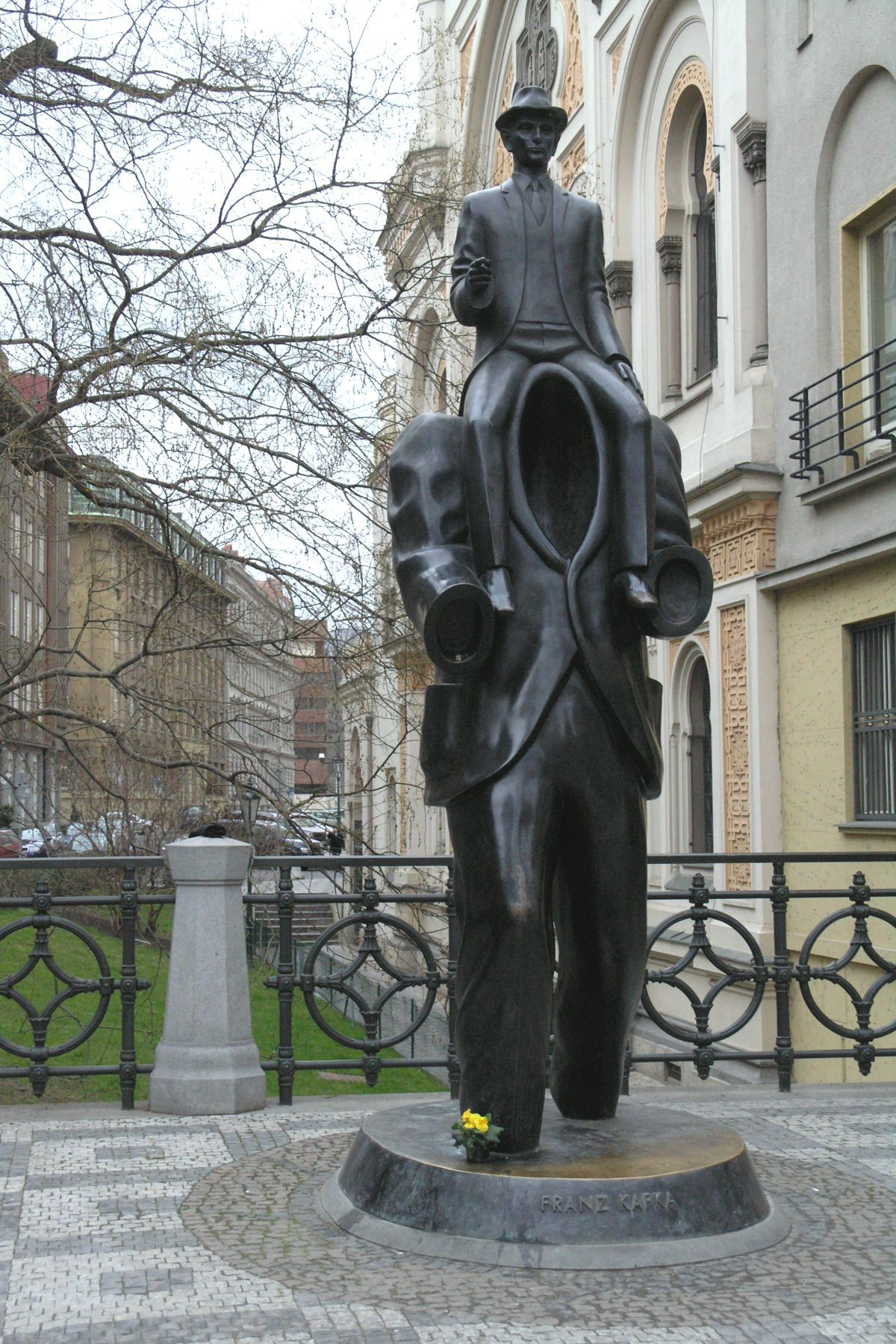
Monument över Franz Kafka vid Spanska synagogan i Prag, utfört av skulptören Jaroslav Róna.

Kafka ansåg att världen är absurd och ogripbar. "Människorna är grymma, onåbara och samtidigt offer för all slags tarvlighet och ondska."[källa behövs] Han såg tillvaron som en labyrint ur vilken människan inte finner någon utväg. Det finns också kafkaforskare som anser att Kafkas texter till största del ska ses som en metafor för hans försök att ta sig in i skrivandets sfär, en sfär som han aldrig ansåg sig värdig. Många av Kafkas tankar anknyter till August Strindberg, Søren Kierkegaard, Otto Weininger och Sigmund Freud, av vilka Kafka fick många idéer som visar sig i hans verk i form av modernism. Det bör dock tilläggas att inte alla av dessa anknytningar är säkerställda; även om man exempelvis relativt enkelt kan dra kopplingar till Freud i Kafkas texter så sade han sig själv inte vara inspirerad av dennes tankar. Han förkastade i själva verket en psykoanalytisk tolkning som Freud gjort av novellen Förvandlingen.
Kafka utvecklade under sitt författarskap en metod att skriva som något förenklat kan beskrivas som ett skrivande utan paus. Hans metod var att skriva såsom i ett flöde snarare än att i förväg ha hela historien klar för sig. Efter många misslyckade försök och återupprepad besvikelse lyckades han slutligen raffinera denna metod och resultatet blev Domen. Alla hans texter var mer eller mindre skrivna i ett svep, även romanerna som skrevs var kapitel för sig. Denna metod är antagligen anledningen till att romanerna aldrig blev riktigt slutförda.
Kafka led hela sitt liv av starka tvivel på sitt författarskap och bad att allt material skulle brännas efter hans död. Trots att Max Brod talade om för Kafka att han inte tänkte infria denna önskan fick han ändå fortsatt förtroende att handha arkiven.
Kafkas tre stora verk är alla ofullbordade. Efter hans död gjorde vännen Max Brod stora ansträngningar för att sammanställa kvarlåtenskapen för utgivning. Även Kafkas brev och dagböcker finns utgivna. Romanen Slottet sägs vara ett försök till en självbiografi.
Till stor grund för den så kallade kafkastämningen ligger Franz Kafkas känsla av utanförskap. Eftersom han var tyskspråkig var han utanför den tjeckiska kulturen, på grund av att han var jude var han utfryst ur stadens tyska koloni och eftersom han inte var helt och sant troende stod han även utanför det judiska församlingslivet. [källa behövs]
Kafkas författarskap har tolkats på en mängd olika sätt. Max Brod hävdade att Kafka var en religiös diktare. Existentialistiskt orienterade författare som Albert Camus såg en själsfrände som fångade det absurda i tillvaron. Psykoanalytiker menade att Kafka var en utforskare av det omedvetna. Marxister som Ernst Fischer ansåg att han skildrar den alienerade människan i det kapitalistiska samhället. Hermeneutiska forskare har pekat på möjligheten att Kafka skriver om sig själv och sitt författarskap. Enligt Max Brod talade Kafka aldrig själv om hur hans berättelser skulle tolkas.

## Privatliv
Kafka hade ett aktivt sexliv och ett antal kärleksrelationer med kvinnor. Han besökte ofta bordeller och var intresserad av pornografi. Han led, enligt Max Brod, av sexuell frustration och rädsla för att "misslyckas" sexuellt. 
Kafka var förlovad men gifte sig aldrig. Förlovningen bröts efter att fästmöns vän fått ett brev från Kafka där han delgav sitt tvivel inför äktenskapet.[källa behövs]

### Kärleksliv

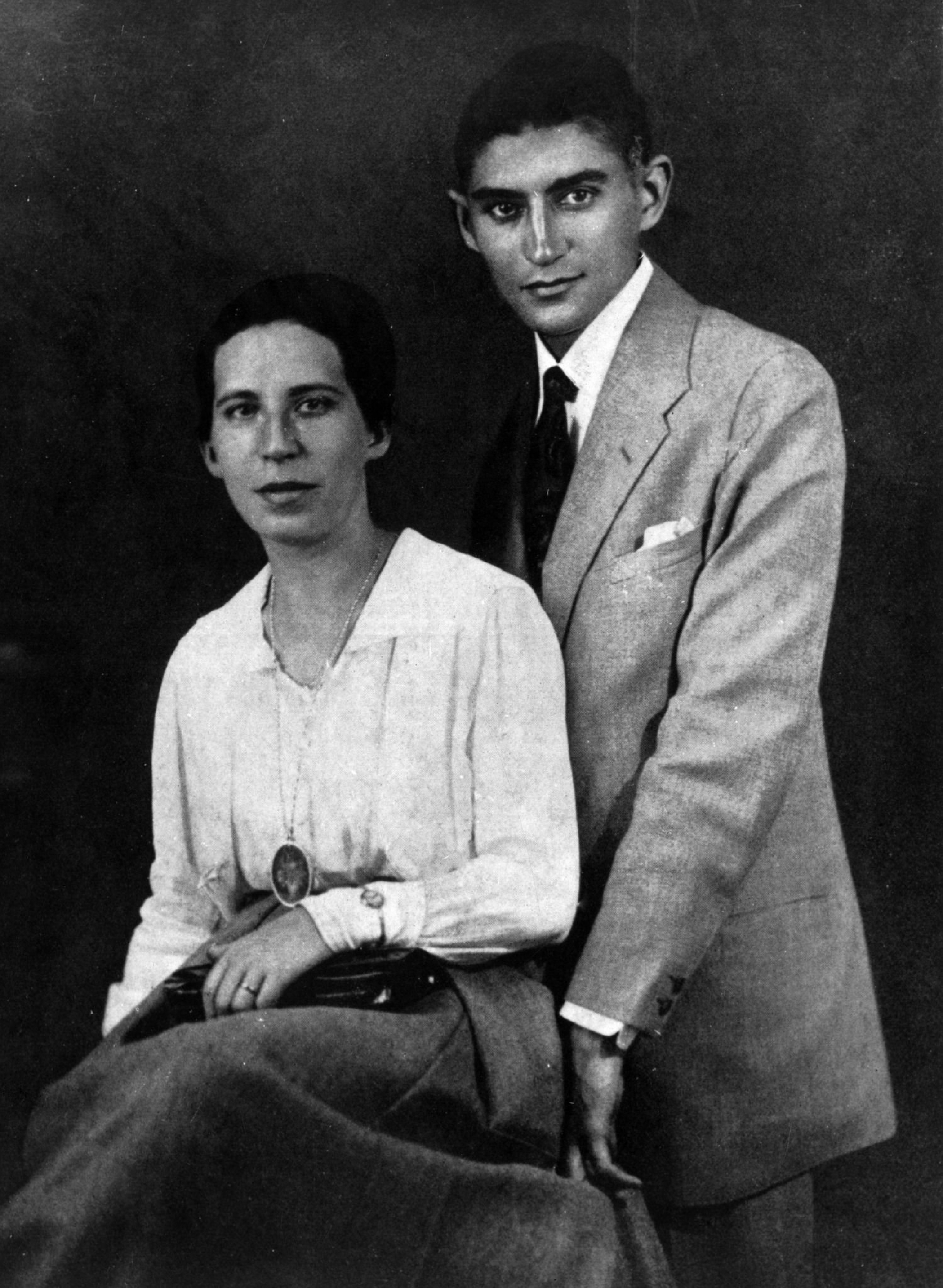
Felice Bauer

Franz Kafka hade många relationer med olika kvinnor under sin livstid. Han besökte ofta bordeller och förlovade sig tre gånger sammanlagt, men avbröt alla dessa. Anledningarna var ofta för att han såg äktenskapet som ett alternativ till att besöka bordeller. En av dessa kvinnor var Felice Bauer, där en djup konflikt uppstod som har blivit namngiven som ”Rättegången på hotellrummet”.  Kafka hade brevväxlat i förtroende med Bauers väninna, Grete Bloch, om sina tvivel inför giftermålet. Det slutade dock med att Grete visade breven för sin väninna. Den 12 juli 1914 konfronterades Kafka på sitt hotellrum i Prag av Bauer och hennes två väninnor genom en högläsning av breven. Efter denna incident hamnade Kafka i en slags psykisk förlamning.
Efter detta skulle Kafka komma att ha många relationer och förälskelser med olika kvinnor, men den enda han faktiskt levde med var Dora Diamant. De höll ihop fastän han insjuknade i tuberkulos och följde sedan hans dröm om att flytta till Berlin. Den 3 juni 1924 dog Franz Kafka i hennes armar.

## Personliga åsikter
Kafka var inte formellt engagerad i judiskt religiöst liv, men han visade stort intresse för judisk kultur och andlighet. Han var djupt fascinerad av judarna i östra Europa som han ansåg hade ett mer intensivt andligt liv än västerländska judar. Men han var vid olika tidpunkter fjärmad från judendomen och judiskt liv: "Vad har jag gemensamt med judarna? Jag har knappt något gemensamt med mig själv, och borde ställa mig helt stilla i ett hörn, nöjd med att jag kan andas."
Under senare delen av sitt liv utvecklade Kafka ett intresse för att flytta till Palestinamandatet. Han drömde om att åka med Dora Diamant för att skapa ett nytt sorts liv där.

## Utmärkelser
Asteroiden 3412 Kafka är uppkallad efter honom.

### Romaner
| Utgiven | Svensk titel                | Originalets titel |
| ------- | --------------------------- | ----------------- |
| 1925    | Processen                   | Der Prozeß        |
| 1926    | Slottet                     | Das Schloß        |
| 1927    | Amerika eller Den försvunne | Der Verschollene  |

Dessa tre verk kallas ibland för "ensamhetens trilogi".

### Noveller i urval
| Utgiven | Svensk titel                          | Originalets titel                              |
| ------- | ------------------------------------- | ---------------------------------------------- |
| 1913    | Domen                                 | Das Urteil                                     |
| 1915    | Förvandlingen                         | Die Verwandlung                                |
| 1917    | Redogörelse framlagd för en akademi   | Ein Bericht für eine Akademie                  |
| 1919    | Brevet till fadern                    | Brief an den Vater                             |
| 1919    | I straffkolonin                       | In der Strafkolonie                            |
| 1919    | En läkare på landet                   | Ein Landarzt                                   |
| 1922    | Den sanningssökande hunden            | Forschungen eines Hundes                       |
| 1924    | En svältkonstnär                      | Ein Hungerkünstler                             |
| 1924    | Josefine, sångerskan eller Råttfolket | Josefine, die Sängerin oder Das Volk der Mäuse |
| 1924    | Boet                                  | Der Bau                                        |